# Creixomil (Guimarães)
Creixomil é uma freguesia portuguesa do município de Guimarães, com 3,01 km² de área e 9 708 habitantes (censo de 2021). A sua densidade populacional é 3 225,2 hab./km².
É nesta freguesia que se localizam o Multiusos de Guimarães, o Complexo Municipal[carece de fontes?], o Hospital da cidade, o Guimarães Shopping, o Laboratório da Paisagem e as Hortas Pedagógicas.

## Associações da Freguesia
- CNE- Corpo Nacional de Escutas, Agrupamento 566
- SARC-Salgueiral- Solidariedade, Associativismo, Recreio e Cultura
- Grupo Cultural e Recreativo da Cruz de Pedra
- Futebol Clube Os Piratas de Creixomil
- Grupo Recreativo Heróis Portugueses
- Grupo Folclórico da Casa do Povo de Creixomil

## Património
- Fornos de Olaria da Cruz de Pedra e oficinas[3]
- Padrão de D. João I, Padrão de São Lázaro, Cruzeiro de São Lázaro, Padrão dos Pombais, ou Padrão de Aljubarrota[4]
- Capela da Senhora da Luz
- Igreja Paroquial de Creixomil
- Casa de Laços
- Casa das Lameiras
- Casa do Salgueiral
- Casa do Costeado
- Casa dos Pombais
- Casa da Granja
- Posto duplo de abastecimento de combustíveis de Covas projetado por Fernando Távora, classificado como Monumento de Interesse Público em 2022.

## Demografia
A população registada nos censos foi:
| Distribuição da População por Grupos Etários | Distribuição da População por Grupos Etários | Distribuição da População por Grupos Etários | Distribuição da População por Grupos Etários | Distribuição da População por Grupos Etários |
| -------------------------------------------- | -------------------------------------------- | -------------------------------------------- | -------------------------------------------- | -------------------------------------------- |
| Ano                                          | 0-14 Anos                                    | 15-24 Anos                                   | 25-64 Anos                                   | > 65 Anos                                    |
| 2001                                         | 1546                                         | 1458                                         | 5327                                         | 1062                                         |
| 2011                                         | 1388                                         | 1044                                         | 5742                                         | 1467                                         |
| 2021                                         | 1179                                         | 966                                          | 5367                                         | 2196                                         |